# Sisyrinchium hintoniorum
Sisyrinchium hintoniorum är en irisväxtart som beskrevs av Guy L. Nesom. Sisyrinchium hintoniorum ingår i släktet gräsliljor, och familjen irisväxter. Inga underarter finns listade i Catalogue of Life.